# George Bishop Sudworth
George Bishop Sudworth (1864 — 1927) foi um botânico norte-americano.